# Les carottes sont cuites (expression)
Pour les articles homonymes, voir Les carottes sont cuites.
Les carottes sont cuites est une expression courante employée dans la langue française. Cet idiotisme de nature gastronomique évoque une situation désespérée et à l'issue fatale. Cette expression a été utilisée deux fois à l'occasion de deux événements historiques s'étant déroulés sur le territoire français et concernant le général de Gaulle.

## Origine
Basée sur un préjugé datant du XVIIe siècle, période durant laquelle son association avec la misère est connue, la carotte, légume bon marché, est souvent présentée comme un aliment du pauvre. Ce n'est qu'au XIXe siècle que les « carottes cuites » prennent un tour plus désespéré encore. On disait alors d'un mourant que ses « carottes étaient cuites » et cette expression est restée bien que son sens soit aujourd'hui beaucoup moins dramatique.

## Usage historique

### Seconde guerre mondiale

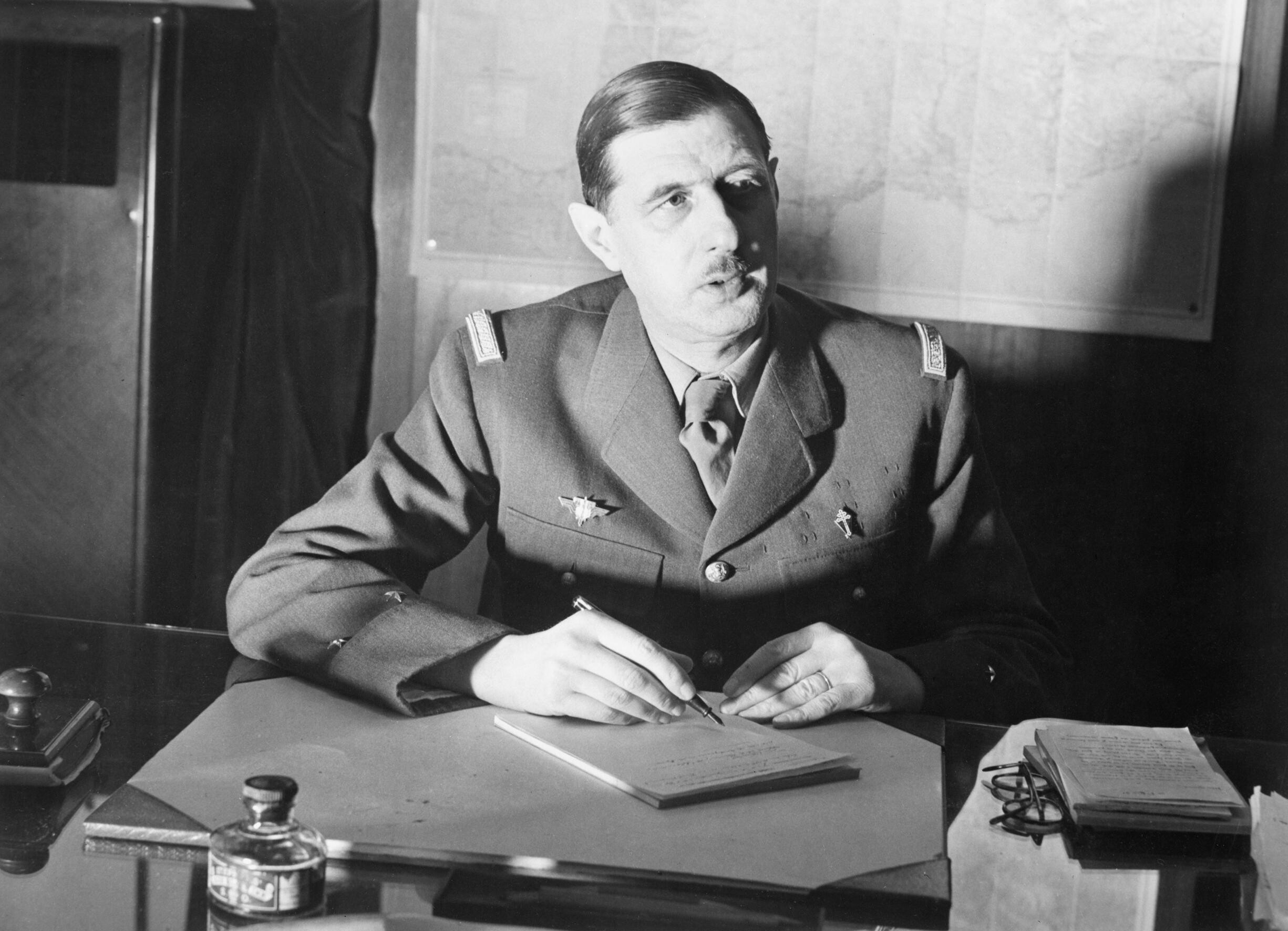
Le général de Gaulle dans son bureau de la France libre à Londres.

Durant l'occupation de la France par les troupes allemandes entre 1940 et 1944, de nombreux Français, notamment ceux qui sont impliqués dans des opérations de résistance, de nombreux messages et communiqués codés par Radio Londres gérée par la France libre, fondée par le général de Gaulle depuis la BBC permettent aux forces clandestines d'être informées de la situation et des interventions à effectuer contre l'ennemi. L’expression « Les carottes sont cuites » et les premiers vers du poème de Verlaine ont servi de code à la Radio Londres pour annoncer l’imminence du débarquement des troupes alliées en Normandie le 6 juin 1944. 

### Coup d'État du 13 mai 1958
Lors de la crise de mai 1958, une tentative de coup d'État est menée conjointement par Pierre Lagaillarde, les généraux Raoul Salan, Edmond Jouhaud, Jean Gracieux, l'amiral Auboyneau avec l'appui de la 10e division parachutiste du général Massu et la complicité des amis de Jacques Soustelle en vue d'imposer un changement de politique allant dans le sens du maintien de l'Algérie française au sein de la république. Son nom de code était « Résurrection » et son signal, l'expression devenue célèbre depuis 1944 : « Les carottes sont cuites ». C'est Léon Delbecque, avec l'accord des généraux Massu et Salan, qui avait été choisi pour lancer cette tentative de putsch militaire en faisant lancer à la radio le message « Les carottes sont cuites deux fois » le 30 mai à 2 h 30 du matin afin de faire pression sur les dirigeants de la république. Lorsque les conjurés apprennent que le général de Gaulle a été appelé par René Coty pour former le nouveau gouvernement, ce même jour, le commandant Vitasse envoie un télégramme informant le général Jouhaud qui suspend la suite de l'opération.

## Dans la culture populaire
Cette expression est à l'origine du titre d'un film français du même nom réalisé par Robert Vernay et sorti en 1956. Grâce à une photographie prise par une personne anonyme, ainsi que l'article d'un journal de la communauté pied-noire, on sait que ce film était programmé par le cinéma oranais Le Rialto, lors de la visite du général de Gaulle, alors président du conseil, nommé à la suite des événements de mai 1958.
Cette phrase est également évoquée (plusieurs fois) dans l'album de bande dessinée, Un général, des généraux scénarisée par Nicolas Juncker et dessinée par François Boucq.